# Marjorie Wallace
Marjorie Wallace sinh ngày 23 tháng 1 năm 1954 là một người mẫu, người dẫn chương trình đến từ Mỹ. Cô đồng thời là Hoa hậu Thế giới 1973 đại diện cho Mỹ và cũng là người Mỹ đầu tiên giành chiến thắng tại cuộc thi này.
Marjorie Wallace sinh ra tại Indianapolis, bang Indiana. Sau khi chiến thắng trong cuộc thi Hoa hậu Thế giới Indiana tại Clarksville và trở thành đại diện của toàn nước Mỹ đến Luân Đôn tham dự cuộc thi Hoa hậu Thế giới.
Marjorie ở ngôi được 104 ngày thì chính thức bị phế truất và được Á hậu 1 thay thế làm các công việc từ thiện. Tuy nhiên trong lịch sử cuộc thi vẫn công nhận Marjorie là Hoa hậu Thế giới.
| Tứ đại Hoa hậu (1973)                 | Tứ đại Hoa hậu (1973)             | Tứ đại Hoa hậu (1973)                  | Tứ đại Hoa hậu (1973)     |
| ------------------------------------- | --------------------------------- | -------------------------------------- | ------------------------- |
| Hoa hậu Hoàn vũ Maria Margarita Moran | Hoa hậu Thế giới Marjorie Wallace | Hoa hậu Quốc tế Tuula Anneli Björkling | Hoa hậu Trái đất không có |